# Тош (танк)
44M «Тош» (венг. 44M Tas) — прототип венгерского тяжёлого танка времён Второй мировой войны. Произведён в единственном экземпляре, после его уничтожения проект был закрыт.

## История
В 1943 году Главный Штаб венгерской армии, осознав невозможность закупки подобного танка у Германии, принял решение спроектировать его собственными силами. Планировали построить танк, напоминавший по форме немецкую «Пантеру». Венгерские инженеры завершили работу над проектом в конце 1943 года, и первый опытный образец был почти готов к испытаниям, когда 27 июня 1944 года завод «Манфред Вейс» (Manfred Weiss), на котором находился танк, подвергся бомбардировке авиацией союзников. Танк был уничтожен, и работы по нему более не возобновлялись.

## Описание конструкции
Несмотря на ориентировку на Pz.Kpfw. V, танк имел несколько конструктивных отличий.

### Ходовая часть и двигатель
Была заново спроектирована ходовая часть. Вместо восьми опорных катков (на борт) в шахматном расположении была использована шестикатковая система, где катки были расположены попарно на листовых рессорах блокированной подвески.
Для танка предполагалось разработать V-образный 12-цилиндровый двигатель мощностью не менее 700 л. с., однако в ходе доработки проекта поняли, что разработка такого двигателя будет очень долгой. Поэтому на танк установили 2 двигателя от танка "Туран", каждый мощностью по 260 л. с. Этот выбор дал преимущество в унификации силовых установок для танков Венгрии, что очень сильно помогло бы, если бы "Тош" дошёл до серийного производства, даже несмотря на уменьшившуюся до 520 л. с. мощность.

### Вооружение
Также предполагалось установить башню собственной конструкции, в которой бы размещалась венгерская 80-мм танковая пушка 29/44.M, созданная на базе зенитного орудия.
Однако к моменту начала постройки прототипа танковый вариант 80-мм пушки не был готов. Поэтому в качестве замены танк вооружили 75-миллиметровой мощной длинноствольной пушкой 43.M, которая также ставилась на опытные "Туран III" и "Зриньи I".

### Компоновка
У танка была компоновка с задним расположением моторного отделения и передним трансмиссионного отделения.

### Бронезащита
Бронирование было толще, чем у «Пантеры» (в лобовой части башни доведено до 120 мм), однако за счёт более лёгкой ходовой части масса танка не превысила массу «Пантеры». Кроме основного варианта танка, был ещё один, который имел башню, схожую с башней танка «Тигр».

## Мифы о танке «Тош»

### 44.M Tas Rohamlöveg
В 1980-х годах венгерский историк Паул Корбули старался воскресить популярность давно забытого «Тоша» и с этой целью очень тщательно искал о нём информацию в архивах времён Второй Мировой войны. Он обнаружил, что был заказ на 2 шасси для этого танка, а не на одно, в результате этого он сделал вывод, что одно шасси предназначалось для танка, а второе для машины на его базе. Остальную мыслительную работу Паул Корбули взял на себя: придумал предполагаемый вид САУ, предположил вооружение, бронезащиту и мобильность и не забыл про историю. В те годы количество информации о танке было ничтожно малым, и исследования Паула Корбули посчитали достоверными. Вооружение состояло из лицензионной 75-мм или 88-мм пушки (в том числе был вариант с длинноствольной пушкой), броня была очень крепкая, масса и мобильность были примерно как у базового танка, а по виду этот истребитель танков напоминал StuG III, только с более рациональными углами наклона брони.
Но в 2000-х годах были проведены подробные исследования архивов, и там не нашлось никаких упоминаний о САУ на базе 44.M Tas, поэтому предположение Паула Корбули было опровергнуто: никаких планов на постройку 44.M Tas Rohamlöveg или чего-то подобного, скорее всего, у Венгрии не было, и все наработки Паула Корбули были сочтены за выдумку.
Вероятность того, что упоминания о 44.M Tas Rohamlöveg есть, но ещё не найдены, ничтожно мала: этот факт подкрепляется тем, что разработка САУ на базе ещё не освоенного в производстве танка является нерациональным распределением инженерных и производственных ресурсов, да и второе шасси очень вероятно могло назначаться для другого экземпляра танка «Тош».

### Вооружение
Бытует неправильное мнение, что танк должен был вооружаться лицензионной немецкой пушкой KwK 42. Это не так, так как Германия наотрез отказывалась от продажи лицензии на производство этого орудия Венгрии и даже не совершала поставки самого орудия.